# 염재욱
염재욱(1976년 1월 16일 ~ )은 대한민국의 배우이다. 2001년 MBC 30기 공채 탤런트로 데뷔하였다.

## 학력
- 서울예술대학교 연극영화학과 졸업

## 경력
- 2001년 MBC 30기 탤런트

## 음악 활동

### 정규 앨범
- 1집 《앨범》에프 머신 - [Cyber Punk] (1995년 발매)

## 작품 활동

### 드라마
- 2001년 MBC 금요단막극 《우리집》
- 2002년 MBC 농촌드라마 《전원일기》
- 2002년 MBC 월요시트콤 《연인들》
- 2002년 MBC 수목미니시리즈 《그 햇살이 나에게》
- 2002년 MBC 일일연속극 《매일 그대와》
- 2002년 MBC 창사40주년 특별기획드라마 《상도》
- 2002년 MBC 수목미니시리즈 《선물》
- 2002년 MBC 단막극 《MBC 베스트극장 - 연인들의 점심식사》
- 2002년 MBC 아침드라마 《내 이름은 공주》
- 2002년 MBC 일요아침드라마 《사랑을 예약하세요》
- 2002년 MBC 단막극 《MBC 베스트극장 - 4월 이야기》
- 2002년 MBC 단막극 《MBC 베스트극장 - 그녀를 잡아요》
- 2002년 MBC 일일연속극 《인어 아가씨》
- 2002년 MBC 특집드라마 《박종철》 … 친구 역
- 2002년 MBC 수목미니시리즈 《로망스》
- 2002년 MBC 월화드라마 《고백》
- 2002년 MBC 아침드라마 《황금마차》
- 2002년 MBC 월화미니시리즈 《내 사랑 팥쥐》
- 2002년 MBC 단막극 《MBC 베스트극장 - 달려라 장부장》
- 2002년 MBC 단막극 《MBC 베스트극장 - 날아라 내 딸아》
- 2002년 MBC 주말연속극 《그대를 알고부터》
- 2002년 MBC 월화미니시리즈 《현정아 사랑해》
- 2002년 MBC 특집드라마 《막상막하》
- 2002년 MBC 단막극 《MBC 베스트극장 - 복어》
- 2002년 MBC 주말연속극 《맹가네 전성시대》
- 2002년 MBC 특집드라마 《너희가 나라를 아느냐》
- 2003년 MBC 월화드라마 《러브레터》
- 2003년 MBC 단막극 《MBC 베스트극장 - 꽃 다만 때늦은 사랑에 관하여》
- 2003년 MBC 단막극 《MBC 베스트극장 - 그후로도 오랫동안》
- 2003년 MBC 단막극 《MBC 베스트극장 - 100.4Mhz》
- 2003년 MBC 단막극 《MBC 베스트극장 - 위험한 행운》
- 2003년 MBC 주말연속극 《죽도록 사랑해》
- 2003년 MBC 소설극장 《그대 아직도 꿈꾸고 있는가》
- 2003년 MBC 월화미니시리즈 《내 인생의 콩깍지》
- 2003년 MBC 일일연속극 《백조의 호수》
- 2003년 MBC 단막극 《MBC 베스트극장 - 비행접시》
- 2003년 MBC 단막극 《MBC 베스트극장 - 결혼식장 100m 전》
- 2003년 MBC 수목미니시리즈 《남자의 향기》
- 2003년 MBC 일요로맨스극장 《1%의 어떤 것》
- 2003년 MBC 특집드라마 《신 견우직녀》
- 2003년 MBC 주말연속극 《회전목마》
- 2003년 MBC 수목미니시리즈 《좋은사람》
- 2003년 MBC 소설극장 《성녀와 마녀》
- 2003년 MBC 일일연속극 《귀여운 여인》
- 2003년 MBC 창사특집드라마 《사막의 샘》
- 2004년 MBC 단막극 《MBC 베스트극장 - 다리위의 남녀》
- 2004년 MBC 단막극 《MBC 베스트극장 - 우리가 쏜 화살은 어디로 갔을까》
- 2004년 MBC 단막극 《MBC 베스트극장 - 하드 보일드》
- 2004년 MBC 단막극 《MBC 베스트극장 - 유혹》
- 2004년 MBC 수목미니시리즈 《결혼하고 싶은 여자》
- 2004년 MBC 단막극 《MBC 베스트극장 - 인비디아》
- 2004년 MBC 월화미니시리즈 《불새》
- 2004년 MBC 단막극 《MBC 베스트극장 - 형님이 돌아왔다》
- 2004년 MBC 단막극 《MBC 베스트극장 - 그러나, 기억하라》
- 2004년 MBC 단막극 《MBC 베스트극장 - 베리 메리 크리스마스》
- 2004년 SBS 드라마스페셜 《남자가 사랑할 때》
- 2004년 SBS 특별기획 《마지막 춤은 나와 함께》
- 2005년 MBC 소설극장 《김약국의 딸들》
- 2005년 MBC 수목미니시리즈 《슬픈연가》
- 2005년 MBC HD 일일연속극 《굳세어라 금순아》
- 2005년 MBC 월화미니시리즈 《원더풀 라이프》
- 2005년 MBC 월화미니시리즈 《환생: 넥스트》
- 2005년 MBC 특별기획 주말드라마 《제5공화국》
- 2005년 MBC 주말연속극 《결혼합시다》
- 2005년 MBC 월화미니시리즈 《비밀남녀》
- 2005년 MBC 수목미니시리즈 《영재의 전성시대》
- 2006년 MBC 아침드라마 《이제 사랑은 끝났다》
- 2006년 MBC 주간시트콤 《소울메이트》
- 2006년 MBC 신춘특집드라마 《우리 다시 사랑할까요?》
- 2006년 MBC 특별기획주말드라마 《신돈》
- 2007년 MBC 월화미니시리즈 《신 현모양처》
- 2008년 MBC 주말연속극 《내 인생의 황금기》
- 2008년 MBC 아침드라마 《하얀 거짓말》
- 2010년 MBC 단막극 《MBC 일요 드라마 극장 - 주부 김광자의 제3활동》
- 2011년 MBC 주말특별기획드라마 《애정만만세》
- 2012년 MBC 주말특별기획드라마 《신들의 만찬》
- 2013년 MBC 수목드라마 《7급 공무원》
- 2015년 MBC 월화드라마 《화려한 유혹》 ... 조부장 역. 석현의 수하

### 연극
- 2016년 《월곡동 산2번지》
- 2013년 《바보온달과 평강공주》
- 2012년 《잊을 수 없는》
- 2010년 《국물있사옵니다》 ... 김상범 역
- 2006년 《코뿔소》 ... 뒤다르 역
- 2000년 《바보온달과 평강공주》 ... 송장군 역

### 광고
- 월드컵홍보물메인촬영-jsa패러디 신하균역
- cf-버터와풀(과자)-의장대대장역 촬영
- 중근 홍보광고촬영-안중근 기념관 상영(남산)-안중근역
- 코오롱 기업홍보영화촬영

### 댄스
- 1998년 압구정 댄스페스티발 1등
- 1999년 sifac 패션페스티발 솔로공연-잠실체육관-
- 2000년 여군 특전사 연주회 춤 안무,공연

### 무용
- 홍신자선생님(전위예술가) "in to the time"-예술의전당공연-99년
- 해외 포르투칼 홍신자선생님 작품"순례'공연-00년
- 해외 일본 무용퍼포먼스3명 공연-홍신자선생님연출-00년
- "문지방" 전위예술 홍신자외4명 촬영-예술의전당10월시사회-00년

### 뮤직비디오
- 2000년 블랙홀 7집타이틀곡"어둠속의 빛"

## 방송
- 2002년 MBC 《신비한TV 서프라이즈》